# Stinoptila taurica
Stinoptila taurica är en fjärilsart som beskrevs av Hausmann 1993. Stinoptila taurica ingår i släktet Stinoptila och familjen mätare. Inga underarter finns listade i Catalogue of Life.